# اینوزنتس اشتانل
اینوزنتس اشتانل (آلمانی: Innozenz Stangl؛ ۱۱ مارس ۱۹۱۱ – ۲۳ مارس ۱۹۹۱) ژیمناست هنری اهل آلمان بود.
وی در مسابقات کشوری و بین‌المللی در مجموع برندهٔ ۱ مدال طلا شده‌است.